# Vladimir Kuzmanović
Vladimir Kuzmanović (in serbo Владимир Кузмановић?; Belgrado, 31 luglio 1971) è un ex cestista jugoslavo.

## Palmarès
- YUBA liga: 3

Stella Rossa Belgrado: 1997-98
Budućnost: 1999-2000, 2000-01
- Coppa di Jugoslavia: 1

Budućnost: 2001
- Campionato belga: 1

Spirou Charleroi: 2002-03
- Coppa del Belgio: 1

Spirou Charleroi: 2003
- Campionato rumeno: 2

Asesoft Ploieşti: 2004-05, 2005-06
- Coppa di Romania: 2

Asesoft Ploieşti: 2005, 2006
- FIBA Europe Cup: 1

Asesoft Ploieşti: 2004-05